# خجسته سرخسی
خجسته سرخسی از شاعران پارسی‌سرای قدیم ایران و از اهالی سرخس است.
وی یکی از شاعران قرن چهارم و دوره سامانیان بوده، زیرا اشعار وی در فرهنگ اسدی آمده‌است و در تذکره‌ها نامی از وی نیست.
ابیات خجسته سرخسی، منقول از فرهنگ اسدی:
| من آن کسم که چو کردم به هجو گفتن رای |  | هزار مُنجیک از پیش من کم آرد پای    |
| «خجسته» خواجه نجیبی خطیری و طَیّان     |  | قریع و عَمعَق و حکاک فرد یافه‌درای    |
| اگر به عهد منندی و در زمانه من       |  | به راستی ز میانشان همه برآی و درآی |